# Sanna (Inn)
Sanna er en biflod til Inn i den østrigske delstat Tyrol. Floden er 8 km lang og dannes, hvor floderne Rosanna og Trisanna flyder sammen. Den udmunder i Inn ved Landeck. Vandmængden er stærk afhængig af enten smeltevand eller kraftige regnskyl.
Sanna har et stort fald, og har en stenet bund, og den har for rafting- og kajaksport en sværhedsgrad, der er større end Inns trods den ringe vandmængde.
I 1996 foregik kanoverdensmesterskaberne på Sanna.
47°08′38″N 10°33′53″Ø / 47.1439°N 10.5646°Ø